# 徳島県立徳島聴覚支援学校
徳島県立徳島聴覚支援学校（とくしまけんりつ とくしまちょうかくしえんがっこう）は、徳島県徳島市南二軒屋町にある県立聾学校。県内で唯一の公立聾学校である。聴覚障害のある幼児・児童・生徒が学ぶ。

## 所在地
- 徳島市南二軒屋町2丁目4-55

## 設置学部
- 幼稚部
- 小学部
- 中学部
- 高等部
  - 普通科
  - 理容科
  - 産業情報科
- 専攻科（2年）
- 教育相談
  - 電話相談、来所相談、出張相談

## 歴史

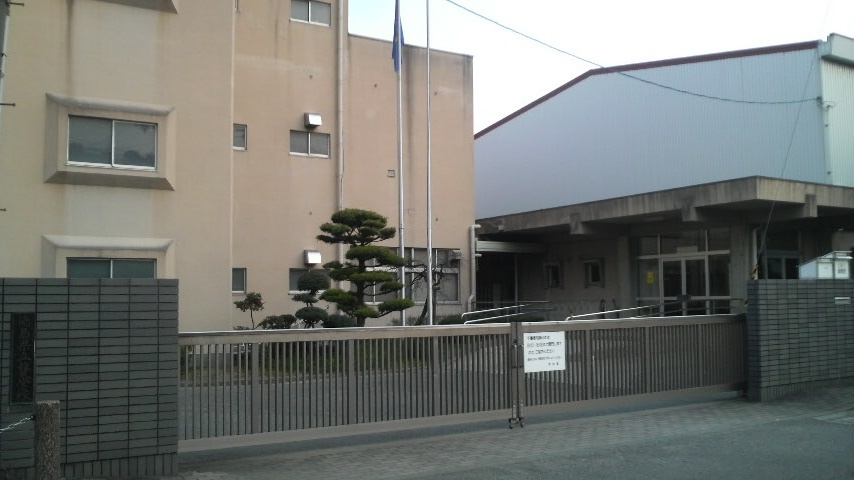
旧：徳島県立聾学校（2009年）

- 1905年（明治38年）12月1日 - 私立徳島盲唖学校設立
- 1931年（昭和06年）3月22日 - 徳島県立盲聾唖学校として設置
- 1933年（昭和08年）4月22日 - 中等部に理髪科新設
- 1948年（昭和23年）3月31日 - 徳島県立盲学校と徳島県立聾学校に分離
- 1949年（昭和24年）6月27日 - 徳島市中徳島町に移転
- 1953年（昭和28年）4月1日 - 職業科に木材工芸科を新設、裁縫科を被服科に改名
- 1954年（昭和29年）4月1日 - 専攻科を設置
- 1962年（昭和37年）4月1日 - 幼稚部を設置
- 1973年（昭和48年）4月1日 - 木材工芸科を産業工芸科に改称
- 1976年（昭和51年）4月1日 - 乳幼児教育相談室開設
- 1977年（昭和52年）4月1日 - 理美容科を設置
- 1993年（平成05年）4月1日 - 高等部に普通科を設置
- 2014年（平成26年）4月1日 - 徳島県立徳島聴覚支援学校に改名、南二軒屋町に移転し[1]、徳島県立徳島視覚支援学校と併設された。